# Croton heliaster
Croton heliaster là một loài thực vật có hoa trong họ Đại kích. Loài này được S.F.Blake mô tả khoa học đầu tiên năm 1918.